# Grão-framadar
Grão-framadar (em persa médio: wuzurg framadār - lit. "o grande senhor"; em armênio/arménio: վզւրկ հրամատար; romaniz.: vzurk hramatar) foi um alto ofício iraniano que existiu durante o Império Sassânida. Surgiu ao longo do século IV a partir de framadar, uma importante posição na administração imperial. O grão-framadar parece ter sido por muito tempo o mais alto oficial do Império Sassânida, cuja posição não era diferente daquela ocupava pelo grão-vizir do período islâmico. A julgar pela evidência em fontes armênias tardias, o azarapates tonou-se equivalente ao grão-framadar.

## Titulares conhecidos
- Abursã Artaxirufre[3]
- Cosroes-Isdigerdes[3]
- Mir-Narses[3]
- Surena Palave[3]
- Sucra[5]
- Burzemir[6]
- Isdigusnas[7]
- Azém Gusnaspe[8]
- Bindoes[9]
- Perozes Cosroes[10]
- Ma-Adur Gusnaspe[11]
- Farruque Hormisda[12]
- Cosroes Hormisda[3]